# Camponotus prosulcatus
Camponotus prosulcatus är en myrart som beskrevs av Santschi 1935. Camponotus prosulcatus ingår i släktet hästmyror, och familjen myror. Inga underarter finns listade.